# Curtara atomaria
Curtara atomaria är en insektsart som beskrevs av Carl Stål 1862. Curtara atomaria ingår i släktet Curtara och familjen dvärgstritar. Inga underarter finns listade i Catalogue of Life.